# グートゥマニャ洞穴
グートゥマニャ洞穴（Gūtmaņa ala、Gutmanis Cave）とは、ラトビア最大の洞穴。
ラトビアのガウヤ国立公園内にある。奥行きは19メートル、幅は12メートル、高さは約10メートル。リガから約50キロ離れたスィグルダにあり、市街地からロープウェイを使って川の対岸に渡る。17世紀に起こった物語として伝えられる「トゥライダの薔薇」にも現れる場所である。